# ويليس ألين
ويليس ألين (بالإنجليزية: Willis Allen)‏ (و. 1806 – 1859 م) هو سياسي، محام من الولايات المتحدة الأمريكية ولد في روانوك.